# Ezioplasto
Gli ezioplasti sono dei precursori dei cloroplasti, accumulati nei tessuti di piante che si sviluppano al buio o in condizioni di scarsa illuminazione (scotomorfogenesi). L'assenza di clorofilla, e dei principali complessi proteici di membrana responsabili della fase luminosa della fotosintesi, rende questi organelli fotosinteticamente inattivi. Il processo di conversione dell'ezioplasto in cloroplasto (fotomorfogenesi) inizia con l'esposizione alla luce.
Nelle angiosperme la capacità di sintetizzare clorofilla e permettere l'avvio dei processi fotomorfogenici è vincolata alla presenza di luce: l'enzima protoclorofillide ossidoreduttasi (LPOR), che produce il precursore diretto della clorofilla (clorofillide), necessita di uno step di fotoattivazione per catalizzare la riduzione del doppio legame tra C17 e C18 e rilasciare i prodotti della reazione. La maggior parte delle gimnosperme e dei batteri fotosintetizzanti non necessitano di luce per catalizzare tale reazione, poiché esprimono una forma alternativa dell'enzima (DPOR).

## Membrane interne
Le membrane interne degli ezioplasti sono caratterizzate da due principali domini. Il più esteso, detto corpo prolamellare, è una fase cubica lipidica costituita da membrane tubulari interconnesse a formare un reticolo paracristallino. Alla periferia del corpo prolamellare si estende il secondo dominio di membrane planari, dette membrane protilacoidali.
Una volta esposti alla luce i corpi prolamellari divengono sempre più irregolari, mentre i protilacoidi si espandono e prendono contatto l'uno con l'altro fino a formare l'organizzazione tipica delle membrane tilacoidali trovate nei cloroplasti maturi.